# Peter Morales
Peter Morales (* 20. Jahrhundert in San Antonio, Texas) ist ein Pastor der  Unitarian Universalist Association (UUA) und seit 2009 der achte gewählte Präsident der UUA.

## Leben
Morales besuchte die University of the Pacific in Stockton, Kalifornien, wo er Geschichte und Soziologie studierte und 1967 graduierte. Danach arbeitete er für drei Jahre als Lehrer in Kalifornien und zog danach nach Kanada. Mit 26 Jahren kehrte er in die Vereinigten Staaten zurück und studierte Amerikanistik an der University of Kansas. Nach Auslandssemestern in Spanien ging er nach Oregon, wo er kirchlich in der UUA seit den 1980ern aktiv wurde. 1999 graduierte er in christlicher Theologie und wurde Pastor an der Jefferson Unitarian Church in Golden, Colorado.
2009 wurde Morales zum achten Präsidenten der UUA gewählt. Er ist Nachfolger von William Sinkford. Morales lebt gegenwärtig in Boston, Massachusetts. Er ist verheiratet und hat eine Tochter.